# Bronisław Gorczak

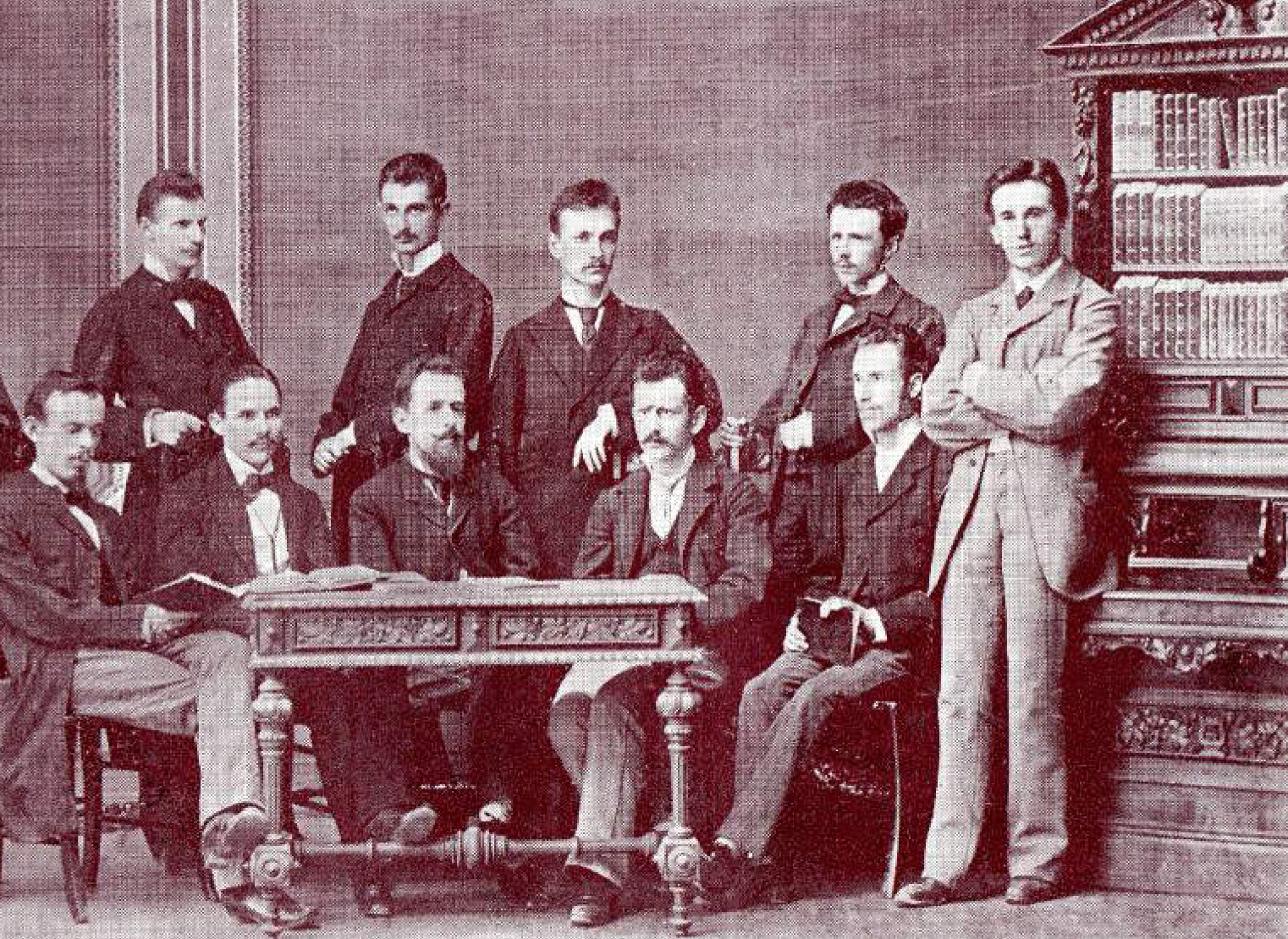

Bronisław Gorczak (ur. 1854 we Lwowie, zm. 16 października 1918 w Sławucie) – polski archiwista i genealog, członek Towarzystwa Historycznego we Lwowie.
Absolwent historii Uniwersytetu Lwowskiego. W latach 1876–1881 pracował w Ossolineum. Od 1881 do końca życia kustosz zbiorów archiwalnych książąt Sanguszków w Sławucie. Autor edycji wielu dokumentów. 

## Wybrane publikacje
- Archiwum książąt Lubartowiczów Sanguszków w Sławucie, t. 3: Archiwum książąt Sanguszków w Sławucie 1432-1543, Lwów 1890.[2]
- Rodowód xiążąt Olgerdowiczów Sanguszków: na podstawie materyałów archiwalnych z uwzględnieniem najnowszych opracowań, 1899.[3]
- Sprawa początków rodu XX. Sanguszków, oprac. Z. L. Radzimiński, B. Gorczak, Z. D. Kozicki, Lwów: R. Sanguszko 1901.[4]
- Katalog rękopisów archiwum X.X. Sanguszków w Sławucie, ułożył i historyą tegoż archiwum skreślił Bronisław Gorczak, Sławuta: nakładem właściciela 1902.[5]
- Monografia XX. Sanguszków oraz innych potomków Lubarta-Fedora Olgerdowicza X. Ratneńskiego, t. 3: Gałąź koszyrska, oprac. Bronisław Gorczak, Lwów: R. Sanguszko 1906
- Katalog pergaminów znajdujących się w archiwum X.X. Sanguszków w Sławucie, Sławuta: R. Sanguszko 1912.[6]
- Kilka uwag nad mową Jana Kazimierza, w której przepowiada upadek Polski, Lwów 1879.
- Początki rodu XX. Sanguszków, [w:] Z.L. Radzimiński, B. Gorczak, X. Z.D. Kozicki, Sprawa początków rodu XX. Sanguszków, Lwów 1901, s. 35–55.